# Piptostigma fasciculatum
Piptostigma fasciculatum är en kirimojaväxtart som först beskrevs av De Wild., och fick sitt nu gällande namn av Raymond Boutique och Robert Elias Fries. Piptostigma fasciculatum ingår i släktet Piptostigma och familjen kirimojaväxter. Inga underarter finns listade i Catalogue of Life.